# Tuque de Robert
Le Tuque de Robert est une colline se trouvant sur le territoire de Lascabanes, intégré depuis 2018 dans la commune de Lendou-en-Quercy, dans le Lot (France).
Le nom du mont provient du lieu-dit Robert se situant au pied de la colline.
Au sommet, par beau temps, la colline est propice à l'observation d'une très grande partie du Quercy Blanc.